# Cory Chase
Cory Chase, née Audrey Wirtzberger dans le New Jersey le 25 février 1981, est une actrice pornographique américaine.

## Biographie
Elle est née dans l'état de New Jersey. Après avoir terminé ses études secondaires, elle a servi dans la Garde nationale des États-Unis pendant 8 ans, en arrivant au rang de sergent. Elle a fait des études d'ambulancier, une profession qu'elle exerçait également en plus d'autres petits emplois tels que serveuse ou réceptionniste,.
Elle a commencé à faire des vidéos personnelles avec son mari, qu'elle a ensuite postées sur les portails Web de l'industrie, avec lesquels elle a acquis une certaine reconnaissance.
Après avoir créé son propre contenu, elle a décidé de se lancer dans l'industrie du porno, faisant ses débuts en tant qu'actrice en 2009, à l'âge de 28 ans, dans le film Hottest Moms In Town.
Bien qu'elle ait moins de 30 ans dans ses premiers emplois, elle a développé l'essentiel de sa carrière professionnelle alors qu'elle avait la trentaine, étant classée, comme tant d'autres actrices, pour son physique, son âge et ses attributs, en tant qu'actrice MILF. Elle joue de nombreux rôles dans différents films pornographiques, en particulier le rôle de "stepmom" soit "belle-mère" en français, ou cette dernière séduit et à des rapports sexuels avec le "stepson" soit "beau-fils" en français.
Elle est apparue dans plus de 300 films comme actrice.
Parmi ses films, on peut citer Anal Craving MILFs 4, Broken Vows, Hottest Moms In Town, Make Her Submit, My Friend's Hot Mom 51, Naughty Anal MILFS 2, Pervs On Patrol 2, RK Prime 6 ou Twisted Family Secrets.